# Yairipok
Yairipok é uma cidade e uma nagar panchayat no distrito de Thoubal, no estado indiano de Manipur.

## Geografia
Yairipok está localizada a 24° 40′ N, 94° 04′ L. Tem uma altitude média de 845 metros (2772 pés).

## Demografia
Segundo o censo de 2001, Yairipok tinha uma população de 8263 habitantes. Os indivíduos do sexo masculino constituem 51% da população e os do sexo feminino 49%. Yairipok tem uma taxa de literacia de 64%, superior à média nacional de 59.5%: a literacia no sexo masculino é de 74% e no sexo feminino é de 54%. Em Yairipok, 14% da população está abaixo dos 6 anos de idade.